# Schreibende Frauen im Mittelalter
|  | Dieser Artikel oder Abschnitt wurde wegen inhaltlicher Mängel auf der Qualitätssicherungsseite der Redaktion Geschichte eingetragen (dort auch Hinweise zur Abarbeitung dieses Wartungsbausteins). Dies geschieht, um die Qualität der Artikel im Themengebiet Geschichte auf ein akzeptables Niveau zu bringen. Dabei werden Artikel gelöscht, die nicht signifikant verbessert werden können. Bitte hilf mit, die Mängel dieses Artikels zu beseitigen, und beteilige dich bitte an der Diskussion! |

Schreibende Frauen im Mittelalter haben sowohl biblische Texte reproduziert als auch eigene Texte verfasst und veröffentlicht. Als das Mittelalter wird eine europäische Epoche zwischen dem 6. und 15. Jahrhundert bezeichnet. Die mittelalterliche Gesellschaft ist stark von patriarchalen und christlichen Machtverhältnissen geprägt. Trotz der untergeordneten Rolle der Frau während dieser Epoche haben Frauen verschiedene eigene Schriftstücke wie medizinische Texte, Autobiografien und Lyrik produziert. In Klöstern wurden von Nonnen Bibeltexte und Manuskripte vervielfältigt und teilweise mit Anmerkungen und Bildern versehen. Sie notierten außerdem Texte über ihre religiösen oder mystischen Erfahrungen. Texte von Frauen aus dem Mittelalter dienten wiederholt als Grundlagen für weitere Texte und Kunstwerke, sowohl während des Mittelalters als auch danach.

## Historischer Kontext
Die Gesellschaftsstruktur des Mittelalters war stark patriarchal strukturiert. Durch die Sonderstellung der christlichen Kirche waren Klöster oft der einzige Weg für Frauen, an Bildung zu gelangen. Bildung war ansonsten hauptsächlich der adeligen Bevölkerung vorbehalten. Wenn Frauen Bildung erhalten konnten und Texte vervielfältigt oder veröffentlicht haben, wurden diese oft kritisch betrachtet. Gerade wegen Meinungen, die den patriarchalen Gesellschaftsstrukturen widersprachen, wurden Frauen von der Kirche verfolgt.
Frauen haben im Mittelalter schon politische Texte verfasst, die die Kirche und die Geschlechterrollen in der Gesellschaft kritisieren. Sie haben zum Beispiel die Gleichstellung der Geschlechter gefordert. Die Texte können zum Teil als eine frühe Form des Feminismus verstanden werden. Schriftstücke wie diese konnten bis zur Verurteilung der Frauen zum Tode führen.
Auch durch Veröffentlichung von medizinischen Texten, Autobiografien, Lyrik oder dem Niederschreiben eigener religiöser und mystischer Erfahrungen konnten Frauen im Mittelalter durch ihre Werke Aufmerksamkeit erlangen. Die Texte wurden zum Teil noch während ihrer Lebenszeit an interessierte Leser verbreitet. Auch die hohe Nachfrage nach Andachtsbüchern brachte Schreibereien Aufträge von anderen Geistlichen oder dem Adel ein.
Texte von Frauen hatten sowohl im Mittelalter, als auch nach dem Mittelalter einen Einfluss auf die Gesellschaft. Sie wurden von vielen Menschen gelesen und waren die Grundlage für weitere Texte, Kunstwerke und Forschung. Texte nahmen aufeinander Bezug, Spätmittelalterliche Klosterforschung erwähnt mitunter Manuskripte von früheren Nonnen.
Zwei der prominentesten mittelalterlichen Autorinnen haben zum Beispiel einen Platz in Judy Chicagos “The Dinner Party”.

## Schreibende Nonnen
Schreiberinnen im Kloster waren im Mittelalter ein wichtiger Teil des Intellekts. Besonders im Spätmittelalter waren handgeschriebene Manuskripte für die Kirche und den Adel von hoher Bedeutung. [4] Sie wurden bei Klöstern in Auftrag gegeben. Neben dem Abschreiben und Übersetzen der Texte wurden Initialen, Bilder oder Verzierungen hinzugefügt. Über die den Texten hinzugefügte Kolophone kann bei manchen Texten mit Sicherheit festgestellt werden, dass diese von Frauen verfasst wurden. In den Kolophonen wurde manchmal der Name und die Stellung der Verfasserinnen notiert. In von Frauen erfassten Manuskripten und Kolophonen wird zudem teilweise weibliche Form des Wortes Schreiberin oder Nonne genutzt. Bei einem großen Teil der mittelalterlichen Texte kann das Geschlecht der Autoren allerdings nicht endgültig festgestellt werden. Weil schreibende Frauen im Mittelalter nicht der vorgesehenen Rolle einer Frau entsprechen, kann aus heutiger Perspektive keine endgültige Aussage über das Geschlecht der Verfasser von Texten getroffen werden. Personen, die sich aus heutiger Sicht als Nicht Binär oder Trans identifizieren würden, sind in der Forschung oft als Frauen aufgeführt.
Der Beruf der Schreiber war in der mittelalterlichen Gesellschaft hoch angesehen. Zu ihren Aufgaben gehörte es ebenfalls, wirtschaftliche und organisatorische Aufgaben zu erledigen. Außerdem nahmen sie Schreibaufträge aus der wohlhabenden Bevölkerung an, um für ihr Kloster Geld zu verdienen. Außerdem verfassten Nonnen Andachtsbücher für den eigenen Gebrauch und im Auftrag anderer Geistlicher oder des Adels.
Nonnen haben auch religiöse und mystische Erfahrungen niedergeschrieben, die sie selbst oder ihre Mitschwestern erlebt haben. Die Mystik ist die religiöse Praktik, nicht nur die Nähe, sondern die direkten Erfahrungen mit Gott und Jesus zu suchen. Ein zentrales Ziel ist die Unio mystica, die Vereinigung der eigenen Seele mit Jesus, die mit der Hingabe als Braut verglichen wurde. Die Erfahrungen entstanden vermutlich durch Schlafmangel, Dehydration, Fasten und Selbstgeißelung und wurden durch intensives Gebet, Liturgie und Predigen begünstigt. Die Texte wurden sowohl in den eigenen Klöstern vorgelesen als auch an andere Klöster verbreitet. Aus heutiger Sicht lässt sich nicht mehr nachvollziehen, ob die Nonnen diese Erfahrungen wirklich gemacht haben oder es sich eher um belehrende Erzählungen handelt.

### Forschungslage
Im Bereich der weiblichen Schreiberinnen im Mittelalter steht die Forschung noch an ihrem Anfang. Sie bezog sich in der Vergangenheit hauptsächlich auf einzelne Frauen oder Klöster. Durch diese vereinzelte Forschung galten weibliche Schreiberinnen lange als Einzelfälle. Verschiedene Untersuchungen der letzten 5 bis 10 Jahre haben diese Annahme in Frage gestellt. Sowohl quantitative Analysen, die versuchen, den Prozentsatz weiblicher Autorschaft zu ermitteln, als auch Untersuchung archäologischer Funde legen nahe, dass weibliche Schreiberinnen weiterverbreitet waren, als bisher angenommen.
Eine englische Studie, die 2019 in der Zeitschrift Science erschien, hat im Zahnbelag der Backenzähne einer Leiche aus dem 11. oder frühen 12. Jahrhundert blaue Farbpigmente gefunden und untersucht. Die Leiche wurde in der Nähe des bis auf die Grundmauern zerstörten Teil des Dalheimer Klosters gefunden, in dem zwischen 800 n. Chr. und dem 14. Jahrhundert Nonnen gelebt haben.
Das Pigment wurde vom Zahnschmelz isoliert, in seiner Größe und chemischen Zusammensetzung mit Lapislazuli-Pigmenten verglichen und konnte als Lapislazuli identifiziert werden. Das Pigment war im Mittelalter teuer und war wegen seiner Seltenheit hauptsächlich den besten Schreibereien vorbehalten. In der Studie werden mehrere Erklärungsansätze angegeben, wie das Pigment in den Mund der Nonne gelangen konnte. Die wahrscheinlichste Erklärung ist, dass das teure Pigment beim Illuminieren oder Schreiben von Manuskripten oder bei der Herstellung von Farben in den Mund der Nonne gelangt ist. Da bisher über das Kloster nicht bekannt war, dass es über eine Schreiberei verfügte, wirft sich die Frage auf, in wie vielen anderen komplett zerstörten Frauenklöstern Manuskripte und Schreibaufträge verfasst wurden, von denen es keine Überreste mehr gibt.
Eine 2025 in Nature erschienene quantitative Studie hat sich als Ziel gesetzt, einen ersten Prozentsatz zu ermitteln, wie viele biblische Manuskripte im Mittelalter mindestens von Frauen verfasst wurden. Die Untersuchung basiert auf dem “Benedictine colophone catalogue”. Dieser umfasst 22.374 Anmerkungen auf Manuskripten und Manuskriptkatalogen. Aus den Anmerkungen können 1 % der anonymen und der namentlichen Kolophonen mit Sicherheit Frauen zugeordnet werden. Diese Zahl kann als absolutes Minimum verstanden werden. Es lässt sich vermuten, dass Frauen öfter ihre Identität verschleiert haben, insgesamt seltener Kolophonen geschrieben haben und ihre Texte seltener lange genug überlebt haben, um im “Bendictine colophone catalogue” aufgenommen worden zu sein. Außerdem wurden nur der Kolophonen Katalog betrachtet, nicht die originalen Manuskripte. Übertragungsfehler aus der Vergangenheit sind deshalb ebenfalls nicht auszuschließen.
Mit in früheren Studien ermittelten Verlust-Schätzungen für mittelalterliche Manuskripte lässt sich annehmen, dass sich die 1,1 % der Frauen zugeordneten Manuskripte auf eine Gesamtzahl von 110000 Texten belaufen, von denen 8000 noch erhalten sind. Diese Zahl von Manuskripten kann nicht alleine mit den bisher bekannten schreibenden Frauenklöstern erklärt werden.
Die Forschung legt also nahe, dass es mehr Frauenklöster gab, in denen Manuskripte verfasst wurden, als bisher angenommen. Wenn auch nicht häufig, waren weibliche Schreiberinnen vermutlich nicht so selten wie bisher angenommen.

## Frauen als Autorinnen
Dieses Kapitel befasst sich mit bekannten Frauen, die im Mittelalter als Autorinnen, Philosophinnen, Mystikerinnen und Heilerinnen besonders hervorstachen und deren Werke bis heute nachwirken. Trotz gesellschaftlicher und kirchlicher Einschränkungen gelang es ihnen, eigenständige Positionen zu entwickeln und schriftlich festzuhalten. Konzertiert auf die Bereiche Theologie, Medizin, Ethik oder (politische) Philosophie.

### Beispiele für Frauen als Autorinnen

#### Hildegard von Bingen (1098–1179)
Hildegard von Bingen, geboren im Jahr 1098, verstorben am 17. September 1179 im Alter von 81 Jahren, gehörte zu den einflussreichsten Autorinnen des Mittelalters. Sie war die Äbtissin des Benediktinerinnenklosters auf dem Rupertsberg bei Bingen.
Hildegards Werke erfahren seit dem 20. Jahrhundert neue Aufmerksamkeit. Besonders ihre Ansätze in der Ernährung und Naturheilkunde haben durch die Arbeit von Gottfried Hertzka breite Aufmerksamkeit gefunden und bilden die Grundlage der sogenannten Hildegard-Medizin. Ihre Werke sind heute Forschungsgrundlage von zahlreichen Wissenschaftlern und Wissenschaftlerinnen, die sich für eine ganzheitliche Erschließung und Verbreitung ihres Wissens einsetzen.
Hildegards Werke fußen auf einer mystischen Entstehungsgeschichte, welche die Grundlage für die anhaltende Faszination an ihrer Person ist. Im Jahr 1141 soll Hildegard einen göttlichen Auftrag erhalten haben, ihre Visionen schriftlich festzuhalten. „Schreibe, was du siehst und hörst! Tue kund die Wunder, die du erfahren! Schreibe sie auf und sprich!“ So entstand in einer rund zehnjährigen Schaffenszeit ihr erstes großes Werk Sci vias („Wisse die Wege“), das 1147 bei der Synode von Trier Papst Eugen III. zur öffentlichen Anerkennung ihrer Sehergabe veranlasste.
Es folgten bedeutende naturkundliche Schriften wie der Liber simplicis medicinae (Physica) und der Liber compositae medicinae (Causae et Curae), in denen Hildegard ihre heilkundlichen Beobachtungen festhielt. Ihr zweites Hauptwerk, Liber vitae meritorum, behandelt ethisch-moralische Fragen und Tugendlehren. Ihr drittes theologisches Hauptwerk, Liber Divinorum Operum, eine kosmologische Schau der Schöpfung, entstand zwischen 1163 und 1173/74.
Neben diesen großen Veröffentlichungen verfasste sie weitere theologische und hagiographische Schriften sowie musikalische Werke. Auch ihre geheimnisvolle Kunstsprache Lingua ignota und die Schriftzeichen der Litterae ignotae zählen zu ihrem Nachlass. Letztere gelten bis heute als nicht entschlüsselt.
Zusätzlich unternahm Hildegard während ihrer Schaffenszeit mehrere Predigtreisen, was für eine Frau in diesem Zeitalter ungewöhnlich war. Sie predigte öffentlich über Missstände in der Kirche. Außerdem besaß sie enge Verhältnisse zu politischen und kirchlichen Autoritäten, wie Kaiser Friedrich I. Barbarossa. Im Briefverkehr mit ihm kritisierte sie sein Verhalten während des Schismas, als er Gegenpäpste aufstellte.

#### Christine de Pizan (1364–1429)
Christine de Pizan, 1365 in Venedig geboren und 1430 im Kloster Poissy verstorben, war eine venezianisch-französische Schriftstellerin und Philosophin. Sie gilt als erste Frau Europas, die ihren Lebensunterhalt mit dem Schreiben verdiente. Sie setzte sich kritisch mit zeitgenössischen frauenfeindlichen Werken auseinander und plädierte in ihren Schriften für die moralische und intellektuelle Gleichwertigkeit der Frau. Besonders hervorgehoben wird ihre „Cité des Dames“, ein symbolisches Werk zur Stärkung weiblicher Identität und Bildung. In dem Buch entwirft sie die Utopie von einer Welt, in der Frauen Männern gleichgestellt sind. Als Gegenentwurf zur patriarchalen Gesellschaft, ist diese bevölkert mit Göttinnen, Philosophinnen, Kriegerinnen und anderen Frauengestalten. Ihre Schriften gelten als früher Meilenstein des Feminismus.

#### Weitere Autorinnen

##### Marguerite Porete (um 1250/60–1310)
Marguerite Porete war eine französischsprachige Mystikerin und Begine. Über den Beginn ihres Lebens gibt es kaum Aufzeichnungen. Als Geburtsjahr wird die Zeit um 1250/1260 angenommen. Sie besaß ein breites Wissen über höfische und theologische Literatur und vermutlich auch viel spirituelle Erfahrung. Über das Lebensende von Marguerite hingegen gibt Klarheit. Sie wurde am 1. Juni 1310 auf der „Place de Gréve“, dem heutigen Pariser Rathausplatz bei lebendigem Leibe verbannt. Der Prozess gegen Marguerite beruhte auf der Verfassung ihres Buches „Mirour“ oder zu Deutsch auch „Der Spiegel der einfachen Seelen“ das sich mit der christlichen Mystik und der göttlichen Liebe (agape) befasst. Die Justiz hatte entschieden, dass es ihr verboten sei ihr „unheilvolles“ Buch weder mündlich noch schriftlich zu verbieten oder ähnliches zu propagieren. Gegen dieses Verbot hatte Marguerite offenbar verstoßen.

##### Margery Kempe (1373–1438)
Margery Kempe war eine englische Mystikerin aus Norfolk und Verfasserin der ersten bekannten Autobiografie in englischer Sprache, dem Book of Margery Kempe. Dieses diktierte sie einem geistlichen Schreiber, da sie Analphabetin war. Das Werk schildert ihr bewegtes Leben, ihre spirituellen Erfahrungen sowie zahlreiche Pilgerreisen, wie zum Beispiel nach Rom, Jerusalem und Santiago de Compostela. Sie erlitt eine schwere seelischen Krise kurz nach der Geburt ihres ersten Kindes und wandte sich daraufhin einem streng religiösen Leben zu und strebte ein keusches Eheleben an. Ihre Berichte von Visionen, himmlischen Stimmen, ekstatischen Zuständen und Schreianfällen wurden von Zeitgenossen sowohl als Zeichen göttlicher Gnade als auch als Ausdruck geistiger Verwirrung gedeutet. In der modernen Forschung wird ihr Verhalten teils als mystisch, teils als Ausdruck psychischer Erkrankungen wie postnataler Psychose oder bipolarer Störung interpretiert. Trotz aller Widerstände entwickelte sie ein eigenständiges spirituelles Lebenskonzept und gilt heute als bedeutende Figur weiblicher Religiosität im Spätmittelalter.

##### Trota von Salerno (12. Jhrd.)
Trota von Salerno war eine Ärztin und Autorin im süditalienischen Salerno, die im frühen oder mittleren 12. Jahrhundert lebte. Sie gehörte zu einer Gruppe von Ärztinnen, die an der Schola Medica Salernitana ausgebildet wurden. Über die Person Trotula ist wenig bekannt, weil ihre Lebenszeichen unwiederbringlich verblasst oder im Laufe der Jahre zerstört worden sind. Berühmtheit erlangte sie in der Zeit von 13. Zum 15. Jahrhundert. Ihr wurde allgemein die Autorschaft von zwei Werken zugeschrieben: die Schrift „De ornatu mulierum“ („Von den Mittel, die Frauen schön zu machen“), auch bekannt als „Trotula minor“ und ihr Werk „De passionibus mulierum ante, in et post partum“, auch als „Trotula maior“ oder einfach „Trotula“bezeichnet. Bei der ersten Schrift handelt es sich um eine Lehrschrift der Kosmetik. Die zweite Schrift ist ein wahrhaftes Handbuch der Geburtshilfe, Frauenheilkunde und Kinderpflege.